# Węgry na Zimowych Igrzyskach Olimpijskich 1984
Węgry na Zimowych Igrzyskach Olimpijskich 1984 reprezentowało 9 zawodników: 7 mężczyzn i 2 kobiety. Był to czternasty start reprezentacji Węgier na zimowych igrzyskach olimpijskich.

## Skład kadry

### Biathlon
Mężczyźni
| Konkurencja  | Zawodnik     | Pudła 1 | Czas    | Pozycja |
| ------------ | ------------ | ------- | ------- | ------- |
| 10 km Sprint | József Lihi  | 6       | 40:21,0 | 58      |
| 10 km Sprint | Gábor Mayer  | 3       | 34:46,3 | 37      |
| 10 km Sprint | Zsolt Kovács | 1       | 34:23,9 | 33      |

| Konkurencja | Zawodnik        | Czas      | Kary | Skorygowany czas 2 | Pozycja |
| ----------- | --------------- | --------- | ---- | ------------------ | ------- |
| 20 km       | László Palácsik | DNF       | –    | DNF                | –       |
| 20 km       | János Spisák    | 1'20:06,9 | 8    | 1'28:06,9          | 51      |
| 20 km       | Zsolt Kovács    | 1'19:18,7 | 7    | 1'26:18,7          | 45      |

Sztafeta mężczyzn 4 × 7,5 km
| Zawodnicy                                             | Bieg    | Bieg      | Bieg    |
| Zawodnicy                                             | Pudła 1 | Czas      | Pozycja |
| ----------------------------------------------------- | ------- | --------- | ------- |
| János Spisák Gábor Mayer László Palácsik Zsolt Kovács | 4       | 1'48:40,0 | 14      |

### Narciarstwo alpejskie
Mężczyźni
| Zawodnik    | Konkurencja   | 1 zjazd | 1 zjazd | 2 zjazd | 2 zjazd | Ogólnie | Ogólnie |
| Zawodnik    | Konkurencja   | Czas    | Pozycja | Czas    | Pozycja | Czas    | Pozycja |
| ----------- | ------------- | ------- | ------- | ------- | ------- | ------- | ------- |
| Péter Kozma | Slalom Gigant | DNF     | –       | –       | –       | DNF     | –       |
| Péter Kozma | Slalom        | 59,14   | 31      | 55,24   | 17      | 1:54,38 | 18      |

### Łyżwiarstwo figurowe
Para taneczna
| Zawodnicy              | T.Ob. | T.Or. | T.D. | Pkt. Og. | Pozycja |
| ---------------------- | ----- | ----- | ---- | -------- | ------- |
| Klára Engi Attila Tóth | 17    | 17    | 16   | 33,0     | 16      |

### Łyżwiarstwo szybkie
Kobiety
| Konkurencja | Zawodniczka          | Wyścig  | Wyścig  |
| Konkurencja | Zawodniczka          | Czas    | Pozycja |
| ----------- | -------------------- | ------- | ------- |
| 500 m       | Emese Nemeth-Hunyady | 43,70   | 19      |
| 1000 m      | Emese Nemeth-Hunyady | 1:29,36 | 30      |